# Agrotis debilis
Agrotis debilis är en fjärilsart som beskrevs av Emilio Berio 1936. Agrotis debilis ingår i släktet Agrotis och familjen nattflyn. Inga underarter finns listade i Catalogue of Life.